# Curtiss XBTC
El Curtiss XBTC fue un avión bombardero torpedero monoplaza monomotor experimental estadounidense desarrollado durante la Segunda Guerra Mundial, por la Curtiss Aeroplane and Motor Company.

## Diseño y desarrollo

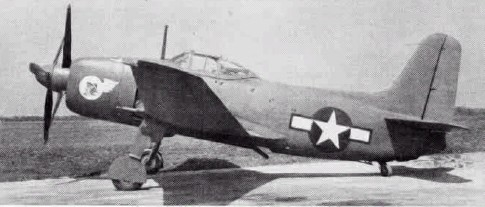
El XBTC-2 "Model A" tenía un ala convencional.

El Curtiss XBTC-1 (Model 96 de la compañía) fue un monoplano de ala baja con tren de aterrizaje retráctil de rueda de cola propulsado por un motor radial Wright R-3350 de 1641 kW (2200 hp). El BTC-1 tendría que haber usado el motor Pratt & Whitney R-4360-14 pero, antes del primer vuelo, fue equipado con la versión XR-4360-8A, siendo redesignado XBTC-2. Participó en 1943 en una competición de la Armada de los Estados Unidos contra el Douglas XBT2D-1, el Martín XBTM-1 Mauler, y el Kaiser-Fleetwings XBTK-1. El XBTC-2 fue priorizado debido a problemas con el motor Wright, pero a pesar de su potencia y sus “prestaciones y capacidad de carga bélica de primera clase”, perdió la competición contra el XBT2D-1 (redesignado como AD-1 Skyraider) y el BTM-1 (igualmente redesignado AM-1) Mauler, que ya habían sido construidos. 

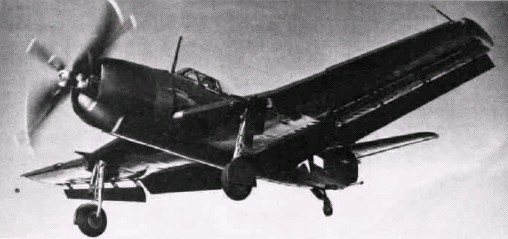
El XBTC-2 "Model B" mostrando sus flaps Duplex.

Se reconstruyeron dos XBTC-2 a partir de los dos XBTC-1, teniendo cada uno un ala diferente. El “Model A” tenía un ala estándar y flaps; el “Model B” presentaba un ala con flaps Duplex de envergadura total, borde de fuga recto y borde de ataque aflechado. Ambos llevaban el Pratt & Whitney XR-4360-8A de 2237 kW (3000 hp) equipado con hélices contrarrotativas. Los aviones fueron entregados en el Naval Air Test Center en la Estación Aeronaval de Patuxent River, Maryland, en julio de 1946. Un avión se estrelló en febrero de 1947, el otro en agosto del mismo año.
Las Fuerzas Aéreas del Ejército de los Estados Unidos asignaron la designación A-40 a una propuesta versión “desnavalizada” del XBTC; sin embargo, las USAAF decidieron no adquirir ningún avión de ataque monomotor y el proyecto fue cancelado.
A partir del Model 96, Curtiss desarrolló el Model 98 (XBT2C).

## Variantes
XBTC-1 (Model 96)
Motor Pratt & Whitney R-4360-14, dos construidos (31401/31402).
XBTC-2 (Model 96)
XBTC-1 con motor Pratt & Whitney XR-4360-8A.
A-40
Versión propuesta para las USAAF, no construida.
XBT2C-1 (Model 98)
Motor Wright R-3350-24.

## Operadores
Estados Unidos
- Armada de los Estados Unidos

## Especificaciones (XBTC-2)
Referencia datos: Curtiss Aircraft 1907–1947

### Características generales
- Tripulación: Uno (piloto)
- Longitud: 11,9 m (39 ft)
- Envergadura: 15,2 m (50 ft)
- Altura: 3,9 m (12,9 ft)
- Superficie alar: 39,5 m² (425,2 ft²)
- Peso vacío: 6083 kg (13 406,9 lb)
- Peso cargado: 9825 kg con un torpedo Mk 13
- Planta motriz: 1× motor radial de 28 cilindros en cuatro filas refrigerado por aire Pratt & Whitney R-4360-8A Wasp Major.
  - Potencia: 2200 kW (3033 HP; 2992 CV)
- Hélices: 

  - 1x Curtiss Electric contrarrotativa de 6 palas de 4,32 m de diámetro ó
  - 1x Aeroproducts AD7562[6] contrarrotativa de 6 palas de 4 m de diámetro[1]

### Rendimiento
- Velocidad máxima operativa (Vno): 602 km/h (374 MPH; 325 kt) a 4900 m
- Velocidad crucero (Vc): 303 km/h (188 MPH; 164 kt)
- Alcance: 2953 km (1594 nmi; 1835 mi) a 303 km/h
- Techo de vuelo: 8000 m (26 247 ft)
- Régimen de ascenso: 11,4 m/s (2244 ft/min)

### Armamento
- Cañones: 

  - 4 de 40 mm
- Bombas: 

  - 910 kg
- Otros: 

  - Un torpedo

## Aeronaves relacionadas

### Desarrollos relacionados
- Curtiss XBT2C

### Aeronaves similares
- AD Skyraider
- AM Mauler
- Kaiser-Fleetwings XBTK

### Secuencias de designación
- Secuencia Numérica (interna de Curtiss): ← 93 - 94 - 95 - 96 - 97 - 98 - 99 →
- Secuencia BT_C (Torpederos de la Armada estadounidense, 1942-1945 (Curtiss, 1922-1962)): BTC - BT2C
- Secuencia A-_ (Aviones de Ataque del USAAS/USAAC/USAAF, 1924-1947): ← A-37 - A-38 - A-39 - A-40 - A-41 - A-42 - A-43  →